# Mangora corcovado
Mangora corcovado Levi, 2005 è un ragno appartenente alla famiglia Araneidae.

## Etimologia
Il nome proprio della specie si riferisce al luogo costaricano di rinvenimento: il Parco nazionale del Corcovado

## Caratteristiche
L'olotipo femminile rinvenuto ha dimensioni: cefalotorace lungo 1,7mm, largo 1,3mm; opistosoma lungo 1,5mm.

## Distribuzione
La specie è stata reperita nella Costa Rica occidentale: a Llocona, all'interno del Parco nazionale del Corcovado, nella provincia di Puntarenas.

## Tassonomia
Al 2014 non sono note sottospecie e dal 2005 non sono stati esaminati nuovi esemplari.